# Rosvar
| Rosvar              | Rosvar                    |
| ------------------- | ------------------------- |
| Rosvar              |                           |
| Grb                 | Karta                     |
|                     |                           |
| Opći podaci         |                           |
| Kraj:               | Bratislavský              |
| Okrug:              | Bratislava V              |
| Regija:             | Bratislava i okolica      |
| Nadmorska visina:   | 136 m                     |
| Površina:           | 25,56 km²                 |
| Stanovništvo:       | 2093 (2004.)              |
| Gustoća:            | 81,89 stan./km2           |
| Statistički kôd:    |                           |
| Registarska oznaka: | BA                        |
| Poštanski broj:     | 851 XX                    |
| Pozivni broj:       | 02                        |
| Stranica:           | www.bratislava-rusovce.sk |
| Načelnik:           | Dušan Antoš               |

Rosvar (slovački: Rusovce, njemački: Karlburg, mađarski: Oroszvár) je gradska četvrt u Bratislavi.

## Povijest
U prvom stoljeću na mjestu Rosvara postojalo je rimsko naselje Gerulata. Prvi spomen modernog naselja je iz 1208. godine. U srednjem vijeku u ovo naselje dolaze Hrvati koji bježe pred Turcima. Krajem 19. stoljeća većinu stanovnika čine Nijemci i germanizirani Hrvati. Naselje je bilo dio Mađarske sve do 1947., kada je zajedno s obližnjim mjestima Čunovom i Hrvatskim Jandrofom postalo dio Čehoslovačke. Ovo mjesto je postalo četvrt Bratislave 1. siječnja 1972. godine.

## Zanimljivosti
Glavne zanimljivosti u ovom mjestu su ostaci rimskog vojnog naselja Gerulata, te dvorac Rosvar iz 19. stoljeća koji je izgrađen u neogotičkom stilu. Zaštićeno područje Dunava također zauzima neke dijelove ovog naselja.